# Garapiña
Garapiña es el nombre de una bebida tradicional boliviana, que combina chicha, helado de canela y coco. Se cree que su lugar de origen es en la ciudad de Quillacolloen el Valle Bajo Cochabambino.

## Características
La garapiña es una bebida refrescante popular en Bolivia, especialmente en el departamento de Cochabamba, la bebida combina la chicha, una bebida alcohólica derivada del maíz, con helado de canela y trozos de fruta como frutilla, adicionalmente se utiliza para acentuar el color el airampo, flor y semilla del cactus. Se expende en las tradicionales chicherías aunque puede prepararse de forma casera adquiriendo la chicha en los locales especializados en ello.